# Yousef Al-Othaimeen
Yousef bin Ahmad Al-Othaimeen (arabe : يوسف بن أحمد العثيمين) est un homme politique saoudien qui a été secrétaire général de l'Organisation de la coopération islamique (OCI) de novembre 2016 jusqu'au 29 novembre 2020. 